# Johann Rudolf Fäsch

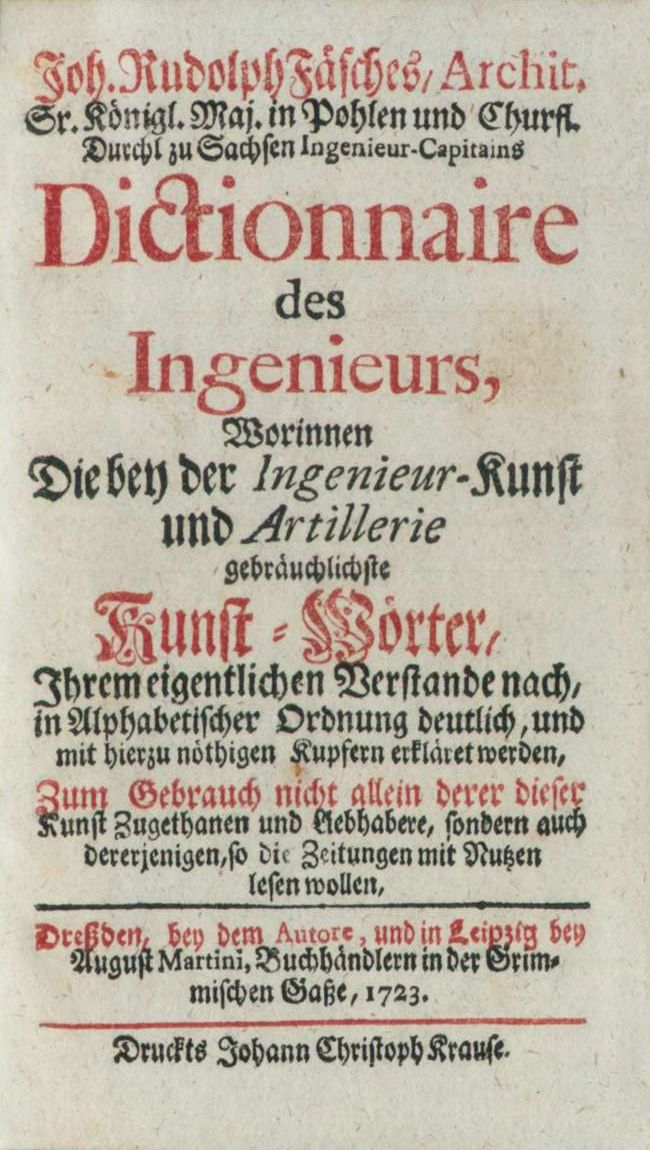
Titelblatt von Fäsch’s Ingenieur- und Artillerie-Lexikon von 1723

Johann Rudolf Fäsch (* 6. April 1680 in Basel; † 1. November 1749 in Dresden) war kursächsischer Architekt, Architekturtheoretiker und Ingenieuroffizier.
Er diente vielleicht vor seinem Eintritt in die kursächsische Armee in der kaiserlichen Armee. Fäsch trat 1712 in die kursächsische Armee als Ingenieur-Kapitän ein, in der er bis 1742 zum Obristen aufstieg. Er nahm am Polnischen Thronfolgekrieg und dem Ersten und Zweiten Schlesischen Krieg teil. Zwischen 1748 und 1749 befehligte er die Feldbrigade des Ingenieur-Korps. Fäsch selbst sind nur wenige Bauten sicher nachzuweisen. Größere Einflüsse übte Fäsch aber in Bezug auf die Ausbildung von Militärarchitekten aus. Als Architekturtheoretiker war er wohl bedeutender. Er gehört in die mittlere Generation sächsischer Barockbaumeister. Fäsch galt ferner als Sachverständiger für Ingenieur-, Seewesen, Artillerie, Geometrie, Arithmetik, Mechanik, Bergwerks-, Maß-, Gewichts- und Münzwesen. 1723 wurde Fäsch Mitglied der königlich-preußischen Akademie der Wissenschaften.
Die Zuweisung der 1715 errichteten Wache auf dem Neumarkt in Dresden zum Werk Johann Adolph Richters (1682–1768) erfolgte irrtümlich. Stattdessen ist der Entwurf wohl Johann Rudolf Fäsch zuzuschreiben.
Der Kriegshistoriker, Chef des sächsischen Ingenieurkorps, Generalquartiermeister, Direktor des Militär-Oberbauamtes des Kurfürstentums Sachsen und Generalmajor Georg Rudolph Fäsch (um 1711–1787) war sein Sohn.
siehe auch: Bauingenieurwesen